# Juego de las Estrellas de la SPB 2022
El Juego de las Estrellas de la Superliga Profesional de Baloncesto 2022 fue la primera edición del partido de las estrellas de la SPB. Tuvo lugar el 13 de agosto de 2022 en el Poliedro de Caracas.

## Juego de las Estrellas

### Jugadores
Las votaciones se llevaron a cabo desde el 26 de junio al 3 de agosto, donde 13 843 personas votaron para escoger a los quintetos titulares de criollos e importados del Juego de Estrellas de la Superliga Profesional de Baloncesto.
Windi Graterol de Spartans Distrito Capital, resultó el jugador más votado, con 5134 votos.
| Pos              | Jugador            | Equipo                    | % de votos                |
| Quinteto inicial | Quinteto inicial   | Quinteto inicial          | Quinteto inicial          |
| ---------------- | ------------------ | ------------------------- | ------------------------- |
| B                | David Cubillán     | Trotamundos de Carabobo   | 29,7 %                    |
| E                | Pedro Chourio      | Cocodrilos de Caracas     | 30,4 %                    |
| A                | Garly Sojo         | Broncos de Caracas        | 35,8 %                    |
| AP               | Néstor Colmenares  | Trotamundos de Carabobo   | 33,4 %                    |
| P                | Windi Graterol     | Spartans Distrito Capital | 37,2 %                    |
| Reservas         |                    |                           |                           |
| B                | Harol Cazorla      | Gigantes de Guayana       | Gigantes de Guayana       |
| B                | Kelvin Peña        | Centauros de Portuguesa   | Centauros de Portuguesa   |
| E                | Yohanner Sifontes  | Spartans Distrito Capital | Spartans Distrito Capital |
| E                | Edson Tovar        | Toros de Aragua           | Toros de Aragua           |
| A                | Luis Duarte        | Gigantes de Guayana       | Gigantes de Guayana       |
| A                | Anthony Pérez      | Gladiadores de Anzoátegui | Gladiadores de Anzoátegui |
| A                | Fernando Fuenmayor | Brillantes del Zulia      | Brillantes del Zulia      |
| AP               | Michael Carrera    | Gladiadores de Anzoátegui | Gladiadores de Anzoátegui |
| P                | Francisco Centeno  | Guaiqueríes de Margarita  | Guaiqueríes de Margarita  |
| P                | Miguel Ruíz        | Trotamundos de Carabobo   | Trotamundos de Carabobo   |
| Reemplazos       |                    |                           |                           |
| AP               | Luis Bethelmy      | Cocodrilos de Caracas     | Cocodrilos de Caracas     |

| Pos              | Jugador            | Equipo                    | % de votos              |
| Quinteto inicial | Quinteto inicial   | Quinteto inicial          | Quinteto inicial        |
| ---------------- | ------------------ | ------------------------- | ----------------------- |
| B                | Melvin Johnson     | Guaiqueríes de Margarita  | 33 %                    |
| E                | Elyjah Clark       | Gaiteros del Zulia        | 24,9 %                  |
| A                | Luis Montero       | Cocodrilos de Caracas     | 28,3 %                  |
| AP               | Nicolás Romano     | Gladiadores de Anzoátegui | 35,8 %                  |
| P                | Anthony Johnson    | Taurinos de Aragua        | 25,7 %                  |
| Reservas         |                    |                           |                         |
| B                | Keron DeShields    | Héroes de Falcón          | Héroes de Falcón        |
| B                | Gelvis Solano      | Cocodrilos de Caracas     | Cocodrilos de Caracas   |
| E                | Musa Abdul-Aleem   | Broncos de Caracas        | Broncos de Caracas      |
| E                | Marcus Thomas      | Llaneros de Guárico       | Llaneros de Guárico     |
| A                | Kostas Vasileiadis | Marinos de Anzoátegui     | Marinos de Anzoátegui   |
| A                | Tanksley Efianayi  | Supersónicos de Miranda   | Supersónicos de Miranda |
| AP               | Charles Thomas     | Brillantes del Zulia      | Brillantes del Zulia    |
| AP               | Damian Hollis      | Piratas de La Guaira      | Piratas de La Guaira    |
| AP               | Quintin Alexander  | Taurinos de Aragua        | Taurinos de Aragua      |
| P                | Ater Majok         | Piratas de La Guaira      | Piratas de La Guaira    |
| Reemplazos       |                    |                           |                         |
| P                | Cadarian Raines    | Supersónicos de Miranda   | Supersónicos de Miranda |

### Entrenadores
El 11 de agosto, se anunció que Carl Herrera, de los Gigantes de Guayana sería el entrenador del equipo de los Criollos, acompañado por Manuel Berroterán de los Broncos de Caracas. Por su parte, los argentinos Pablo Favarel de los Guaiqueríes de Margarita y Lucas Zurita de los Supersónicos de Miranda, serían el entrenador y asistente respectivamente del equipo de los Importados.

## Competencias

### Competencia de triples
El 11 de agosto, se anunciaron los participantes al concurso de triples. El concurso de triples fue ganado por César «El Oso» Silva de Brillantes del Zulia.
| Pos. | Jugador            | Equipo                    | Altura |
| ---- | ------------------ | ------------------------- | ------ |
| E    | José Materán       | Gladiadores de Anzoátegui | 1,96   |
| E    | César Silva (C)    | Brillantes del Zulia      | 1,90   |
| E    | Elvis Báez         | Trotamundos de Carabobo   | 1,90   |
| B    | Melvin Johnson     | Guaiqueríes de Margarita  | 1,93   |
| E    | Lysander Bracey    | Cangrejeros de Monagas    | 1,93   |
| B    | Juan Manuel Rivero | Piratas de La Guaira      | 1,91   |

### Competencia de clavadas
El 11 de agosto, se anunciaron los participantes al concurso de clavadas. El concurso fue ganado por Gelvis Solano de los Cocodrilos de Caracas.
| Pos. | Jugador           | Equipo                    | Altura |
| ---- | ----------------- | ------------------------- | ------ |
| AP   | Junior Martínez   | Cocodrilos de Caracas     | 2,00   |
| A    | Kelvin Caraballo  | Héroes de Falcón          | 1,98   |
| E    | Garly Sojo        | Broncos de Caracas        | 1,96   |
| AP   | Quintin Alexander | Taurinos de Aragua        | 1,96   |
| E    | LaGerald Vick     | Spartans Distrito Capital | 1,96   |
| E    | Gelvis Solano (C) | Cocodrilos de Caracas     | 1,85   |